# Seafair

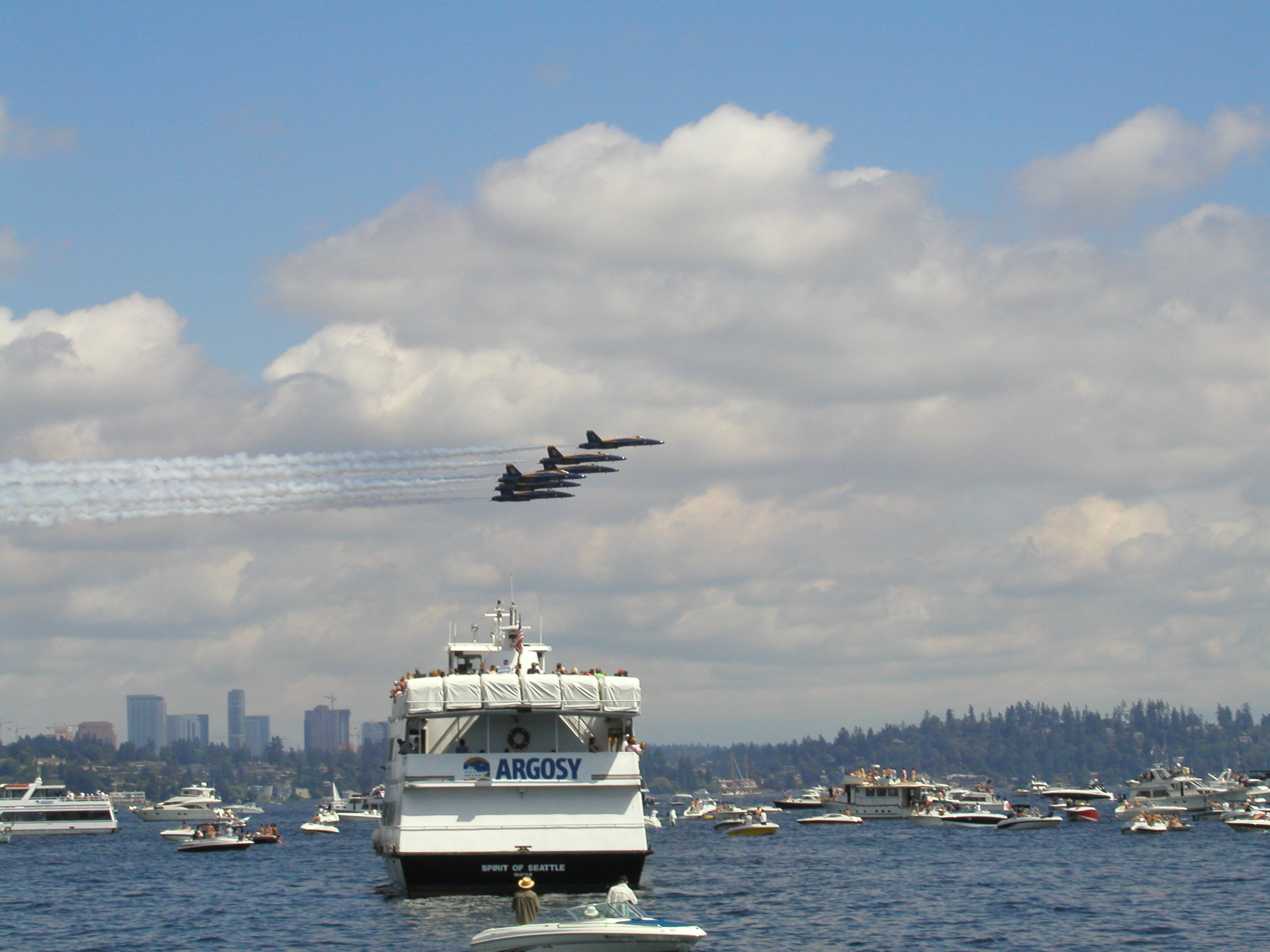
Голубые Ангелы над озером Вашингтон во время фестиваля

«Seafair» — фестиваль в городе Сиэтле, в штате Вашингтон в Соединённых Штатах Америки, который проводится ежегодно в летнее время начиная с 1950 года, но его корни можно проследить до празднования Золотого Потлача в 1911 году. Праздничные мероприятия отменялись только в 2020 и 2021 годах в связи с пандемией COVID-19.
Фестиваль охватывает широкий спектр небольших мероприятий в регионе, ведущих к нескольким крупным городским праздникам. Его основные события включают в себя Torchlight Parade, гонки на гидропланах Seafair Cup и авиашоу, в котором часто участвуют Голубые Ангелы — авиационная группа высшего пилотажа Военно-морских сил США. Seafair также охватывает небольшие вечеринки в кварталах и местные парады по всему городу и столичному району Сиэтла.

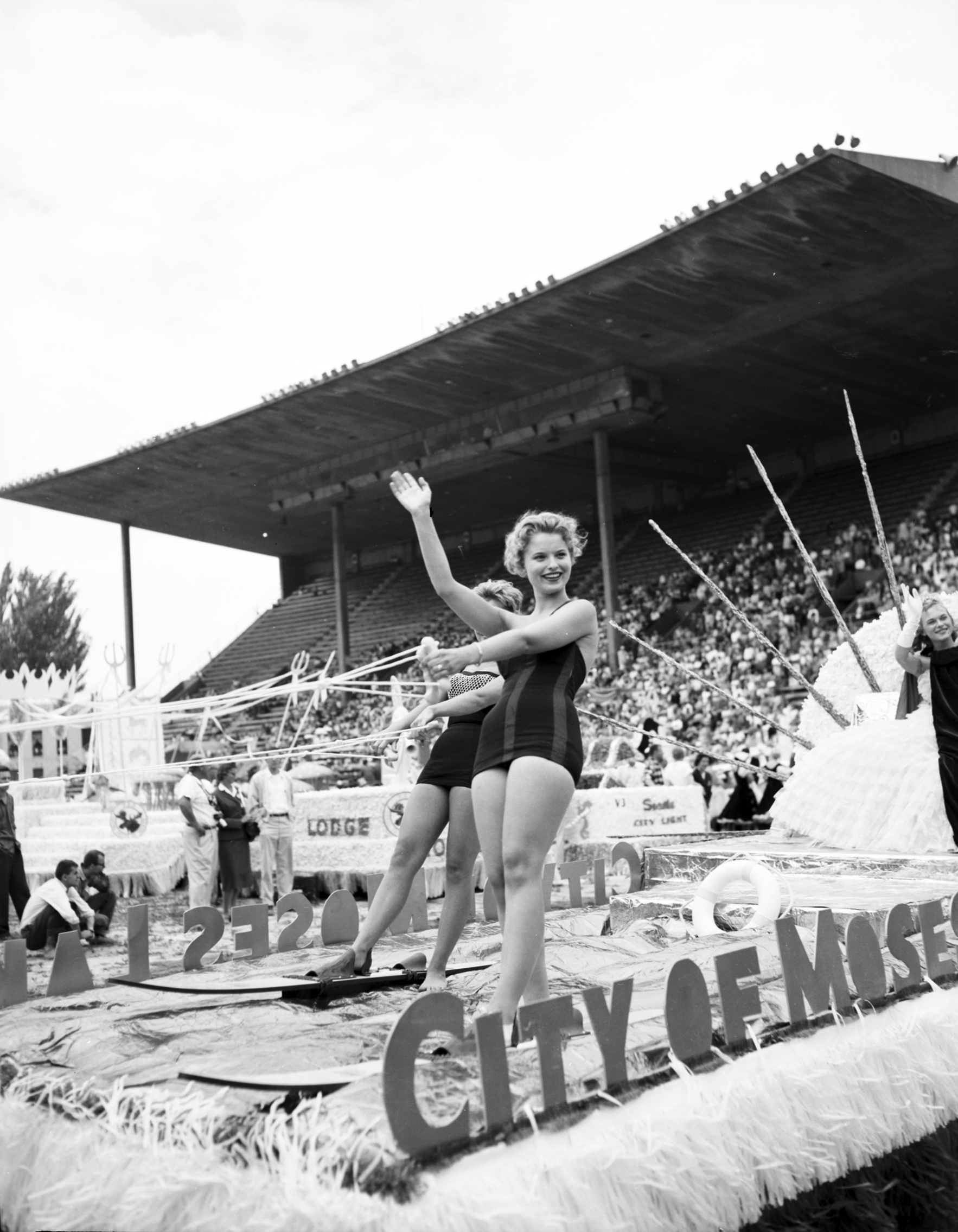
Девушки из Мозес-Лейк на фестивале Seafair (1960 год)

Начало возвещается «высадкой пиратов» на пляже Алки и причудливой гонкой Milk Carton Derby на озере Грин в которой участвуют только плавучие транспортные средства изготовленные из пустых молочных пакетов. Заявки варьируются от тщательно продуманных для скорости и устойчивости до разработанных исключительно для максимального развлечения. Дерби обычно ассоциируется с различными семейными мероприятиями и детскими аттракционами на берегах озера Грин.
Полумарафон был добавлен в 2002 году, а через три года последовал полный Seafair Marathon. Участники могут пробежать или пройти дистанции 21,0975 км (13,1094 мили) и 42,195 км (26,219 мили). Если короткая дистанция более привлекательна, участники могут пробежать или пройти дистанцию 5 километров. В зависимости от года условия и маршрут могут существенно меняться.

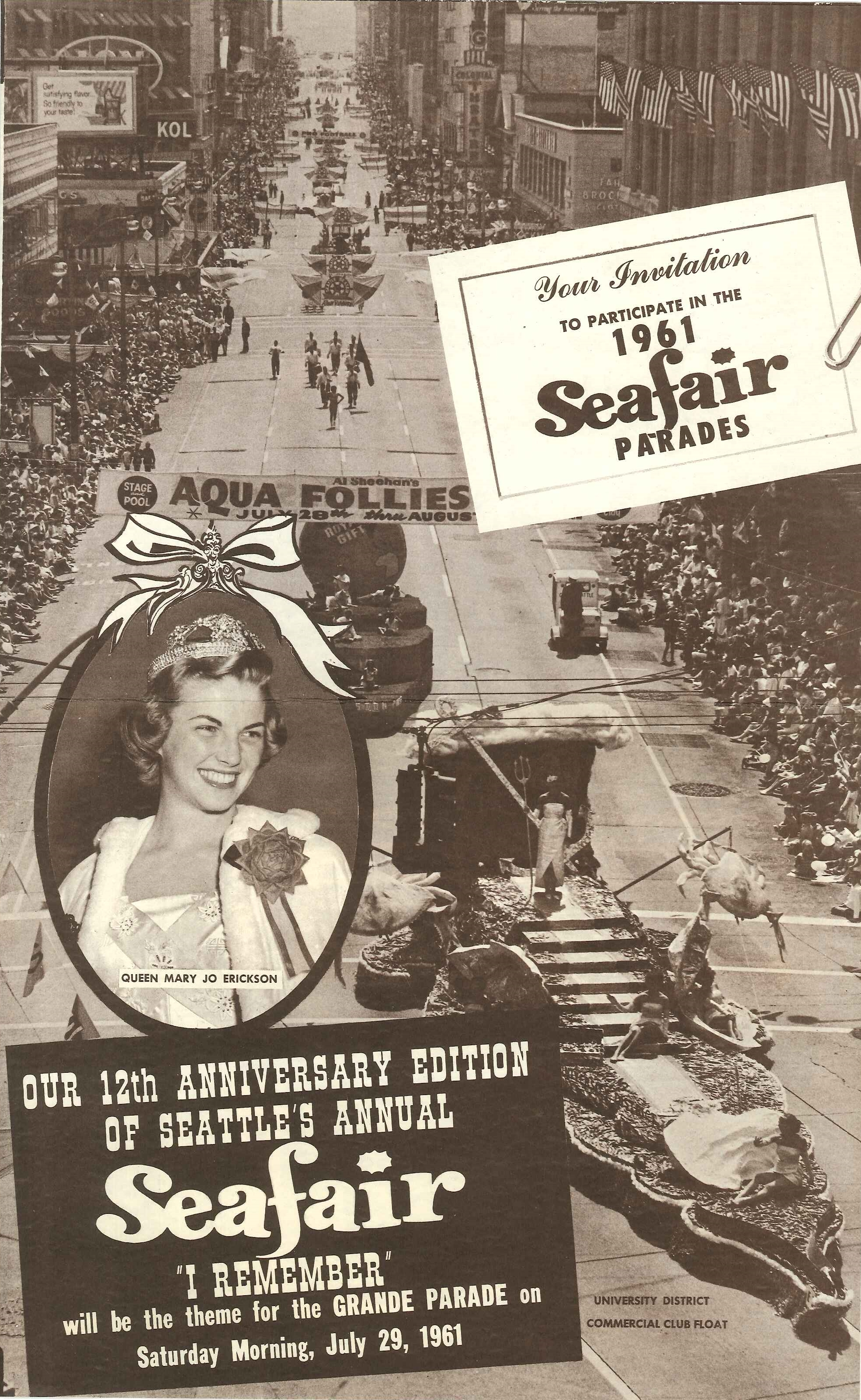
Парад «Seafair» 1961 года

В 2013 году было добавлено шоу фейерверков в честь Дня независимости на озере Юнион, известное как Seafair Summer Fourth, которое фактически стало преемником шоу Family Fourth, которое ранее проводилось на том же месте и было прекращено его организаторами из-за отсутствия финансирования. Мероприятие было возрождено под эгидой Seafair при финансовой поддержке местных спонсоров.
Триатлон Seafair проводится на берегу озера Вашингтон в парке Сьюард. Он включает в себя: спринт — заплыв на полмили, велогонку на 12 миль (19 км) и бег на 5 км, так и олимпийские дистанции. Участники могут соревноваться индивидуально или в команде. Обычно триатлон Seafair проводится в третьи выходные июля. В 2007 году в триатлоне Seafair было рекордное количество участников — 2200 человек.
«Уик-энд Seafair» традиционно проводится в первые выходные августа в парке Дженеси и включает в себя самые популярные элементы фестиваля: гонки на гидропланах и показательные выступления в небе лучших пилотажных групп ВВС США.
Каждый год выбирается королева красоты «Мисс Seafair», которая возглавляет праздничный парад.